# Correspondance Albert Camus, René Char
Correspondance Albert Camus, René Char présente la correspondance échangée entre 1946 et 1959 entre l'écrivain Albert Camus et le poète René Char dans une édition établie, présentée et annotée par Franck Planeille. 

## Présentation et contenu
Quelque cent quatre-vingt-quatre lettres entre Albert Camus et René Char, échangées sur plus de douze années, de leur rencontre en 1945 jusqu'à la mort de Camus le 4 janvier 1960, la dernière lettre étant datée de décembre 1959 et leurs familles ayant passé ensemble le réveillon du 1er janvier 1960 à Lourmarin. De par leurs obligations et le fait qu'il se voyaient de temps en temps -beaucoup plus dans les dernières années- leur correspondance est irrégulière, importante à certains moments, sporadique à d'autres. Elle diminue quand, à partir de 1956, Albert Camus loue à Paris un pied-à-terre rue de Chanaleilles, dans le même immeuble que René Char.
 Les originaux de leur correspondance sont presque tous à la Bibliothèque nationale de France (département des manuscrits) et au centre Albert-Camus d'Aix-en-Provence.
Les relations étroites entre Albert Camus et René Char, qui se sont renforcées au fil du temps, amènent Franck Planeille à s'interroger : « la fraternité est-elle possible entre les créateurs » ? C'est sans doute plus difficile quand les artistes « incertains de l'être mais sûrs de ne pas être autre chose » ont tendance à se protéger. À l'âge de la maturité, l'influence réciproque est plutôt un enrichissement. « Le paysage comme l'amitié, est notre rivière souterraine. Paysage sans pays » écrit René Char.
Pourtant, la première lecture de L'Étranger n'avait pas laissé un souvenir impérissable à René Char. Mais sans se connaître, ils vont suivre des itinéraires parallèles, luttant avec la gauche pour le front populaire puis dans la Résistance. Ce qui les caractérise alors, « c'est un engagement et des prises de position au nom même de ce qu'affirment et défendent leurs œuvres encore en maturation. » Au sortir de la guerre, ce qui va définitivement les rapprocher, c'est le regard qu'ils portent sur leur époque, une époque de démesure où l'homme se doit d'équilibrer la violence, « ce qu'il y a d'aveugle et d'instinctif » dans chaque homme. 
La conjonction va se produire quand Albert Camus voudra publier les Feuillets d'Hypnos dans une collection qu'il dirige chez Gallimard et quand René Char lui écrira tout le bien qu'il pense de sa pièce Caligula qui développe justement le thème de la violence et de la démesure,. Pour tous les deux, leur travail d'artiste, leur œuvre et leur engagement d'homme sont intimement liés. « Dans nos ténèbres, il n'y a pas une place pour la Beauté. Toute la place est pour la beauté. » Camus se retrouve dans ce texte qu'il aimait et traduit  à la même époque cette préoccupation par ces mots souvent cités et qui dépeignent si bien son état d'esprit : « Oui, il y a la beauté et il y a les humiliés. Quelles que soient les difficultés de l'entreprise, je voudrais n'être jamais infidèle ni à l'une ni aux autres. » 
René Char lui confie que « notre fraternité  -sur tous les plans- va encore plus loin que nous l'envisageons et que nous l'éprouvons. » Et Albert Camus lui fait écho, lui confiant à son tour que dans les moments de doute, « il faut bien s'appuyer sur l'ami, quand il sait et comprend, et qu'il marche lui-même du même pas. » 

## Spectacle
À l’occasion du cinquantième anniversaire de la mort d’Albert Camus, Bruno Raffaelli, sociétaire de la Comédie Française, et Jean-Paul Schintu ont présenté La correspondance entre Camus et Char, le 26 janvier 2010 dans l'amphithéâtre 'huit' de l'Université Paris Dauphine. 
Ce spectacle présente des extraits de la correspondance entre Albert Camus et René Char, ainsi que des extraits du livre la Postérité du soleil, avec des photos d'Henriette Grindat.